# Mer de Yatsushiro
La mer de Yatsushiro (八代海, Yatsushiro-kai) ou mer de Shiranui (不知火海, Shiranui-kai) est une mer située dans le nord-est de la mer de Chine orientale, dans l'ouest de l'océan Pacifique.
Elle est intégralement bordée par des côtes japonaises avec la côte occidentale de Kyūshū au nord, à l'est et au sud et les îles Amakusa à l'ouest.
C'est dans cette mer que furent déversés des rejets industriels chargés en plomb conduisant à la maladie de Minamata.